# Кривова, Мария Калистратовна
Мари́я Калистра́товна Криво́ва (1936 год, село Мартыновка, Курская область) — передовик производства, маляр-штукатур, Герой Социалистического Труда (1984).

## Биография
Родилась в 1936 году в крестьянской семье в селе Мартыновка Сунженского района Курской области. После окончания в 1950 году семилетней школы работала почтальоном в родном селе.
В 1955 году переехала в Ленинабад. Работала посудницей. В 1956 году по комсомольской путёвке поехала на стройку в город Томск-7 Томской области, где после окончания курсов работала маляром-штукатуром на объектах ТЭЦ.
В 1971 году назначена бригадиром в строительном управлении № 10 «Химстрой» Министерства среднего машиностроения СССР. Бригада под её руководством участвовала в строительстве Томского нефтехимического комбината, жилого фонда и объектов социального назначения в Северске. В 1975 году вступила в КПСС.
За выдающиеся достижения при строительстве Томского химического комбината была удостоена в 1984 году звания Героя Социалистического Труда.
Дважды избиралась депутатом в областной Совет депутатов трудящихся.
В 1993 году вышла на пенсию. Проживает в городе Северск Томской области.

## Награды
- Герой Социалистического Труда — указом Президиума Верховного Совета СССР от 5 июня 1984 года
- Орден Ленина — дважды (1976, 1984)
- Орден Трудового Красного Знамени (1971)
- Медаль «За трудовое отличие» (1966)
- Медаль «В ознаменование 100-летия со дня рождения Владимира Ильича Ленина» (1970)